# LINDBERG XV
『LINDBERG XV』（リンドバーグ・フィフティーン）は、LINDBERGの15枚目のオリジナル・アルバム。
2002年7月10日発売。発売元はクリエイティブ・フューチャー・コンテンツ。

## 解説
前作に続き、本作もインディーズからのリリース。
2002年4月、『LINDBERG FINAL FLIGHT TOUR』（同年7月15日 - 8月24日）を以てLINDBERGは解散することを発表。ラスト・アルバムとして本作が制作された。
本作は、メンバー自分たちも含めた（当時）30代から40代の人たちに、最後のメッセージを残そうと言うテーマで制作された。
楽曲によっては、過去に出た曲の主人公の14年後を書いており、昔の曲から歌詞のワンフレーズを拾ってきたりしてると当時のインタビューで語っている。
本作発売後、『LINDBERG FINAL FLIGHT TOUR』を敢行。2002年8月28日には、ファンクラブ限定ライブをLINDBERGの出発の地・渋谷TAKE OFF 7で行い、14年間のバンド活動に終止符を打った。

## 収録曲
全作詞:渡瀬マキ／作曲:小柳昌法（6,9）平川達也（2,3,5,8）川添智久（1,,4,7,10）／全編曲:LINDBERG
1. Teenage Blue
  - 34枚目のシングル曲。「SUNSET BLUE」の続編となっている。
2. ドーナツ ラブ
3. It's too late
  - 35枚目のシングル曲。日本テレビ『モグモグGOMBO』エンディング曲。本作発売後に、ラストシングルとしてシングルカットされた。
4. 適齢期
5. Cola
6. Traveling
7. 君がいた夏
8. ever green
9. 僕らずっと前途有望な若者なんです
10. Bad boys,Good friends
  - 自分たちで楽器を積んでライブハウスをまわっていた時期をテーマにしている[1]。『LINDBERG FINAL FLIGHT TOUR』では、本作から唯一この曲のみ披露された。